# Craig Tracy
Craig Arnold Tracy (Londra, 9 settembre 1945) è un matematico statunitense, conosciuto per i suoi contributi in fisica matematica e teoria della probabilità.

## Riconoscimenti
- 2002 Premio Pólya
- 2007 Premio Norbert Wiener in matematica applicata